# Dampierre-Saint-Nicolas
Dampierre-Saint-Nicolas település Franciaországban, Seine-Maritime megyében. Lakosainak száma 447 fő (2022. január 1.). Dampierre-Saint-Nicolas Meulers, Saint-Aubin-le-Cauf, Saint-Germain-d’Étables, Saint-Jacques-d’Aliermont és Saint-Nicolas-d’Aliermont községekkel határos.

## Népesség
A település népességének változása:
| Lakosok száma | 522  | 506  | 491  | 472  | 465  | 460  | 453  | 450  | 447  |
|               | 2013 | 2015 | 2016 | 2017 | 2018 | 2019 | 2020 | 2021 | 2022 |